# Pipunculus kotaneni
Pipunculus kotaneni är en tvåvingeart som beskrevs av Skevington 1998. Pipunculus kotaneni ingår i släktet Pipunculus och familjen ögonflugor. Inga underarter finns listade i Catalogue of Life.